# Harun Hamid
Harun Hamid, né le 10 novembre 2003 à Lambeth dans le Grand Londres, est un footballeur international pakistanais, qui joue au poste de milieu de terrain au Farnborough FC.

## Biographie

### En club
Harun Hamid est formé aux Queens Park Rangers. En février 2023, il est prêté au Kingstonian FC en Isthmian League Premier Division, le septième échelon du football anglais. À la fin de la saison, son contrat avec les Queens Park Rangers prend fin.
Le 24 novembre 2023, il rejoint St. Albans City en sixième division anglaise.

### En sélection
Harun Hamid est convoqué pour la première fois en équipe du Pakistan en mars 2023. Il honore sa première sélection le 21 mars 2023 en amical face aux Maldives (défaite 1-0).
En septembre 2023, il participe aux qualifications pour la Coupe d'Asie des moins de 23 ans, et marque un but lors d'un match face à la Palestine finalement perdu 2 à 1.
Le 17 octobre 2023, Hamid inscrit l'unique but du barrage retour du premier tour des éliminatoires de la Coupe du monde 2026 face au Cambodge. Le Pakistan remporte ainsi sa première victoire depuis cinq ans et se qualifie pour la première fois de son histoire au second tour de qualifications.